# 在庁官人
在庁官人（ざいちょうかんにん、ざいちょうかんじん）とは、日本の平安中期から鎌倉期に国衙行政の実務に従事した地方官僚の総称。在庁官人という名前の役職が存在したわけではない。在庁（ざいちょう）、庁官（ちょうのかん）とも。中央派遣の国司が現地で採用する実務官僚であり、国司の側近としての性格があった。国司の現地赴任そのものがほぼ行われなくなり、そのうちで強大な実力を持ったものは在国司（ざいこくし）とも呼ばれるようになった。

## 沿革

### 発生
9世紀～10世紀の日本では、統治体制に大きな変化が生じていた。それ以前は、戸籍・計帳・班田収授などに立脚した律令制統治が行われていたが、この頃には、人民の浮浪・逃亡・偽籍が著しく増加したため、律令制統治が行き詰まりを見せていた。一方、各地方では国司・郡司・有力百姓などを出自とする「富豪の輩」と呼ばれる階層が登場しており、国衙から名田の経営と租税徴収を請け負って、経済力をつけ始めていた。また彼らは古代以来の首長層に代わって、私出挙を通じて公民を隷属下に収めていき、地方の人民支配の主体ともなりつつあった。
こうした状況下で、朝廷は実情に適合した国政改革を進めていき（改革が最も進展したのは900年前後の寛平・延喜期）、地方行政の分野では、国司筆頭官（受領）に対して租税収取権・軍事権などの大幅な権限委譲が行われた（王朝国家）。この権限拡大を背景として、受領たちは租税収取・軍事両面において統治を強化するため、旧来の補佐官で同一階層出自ゆえに一方的に使役しがたい掾（じょう）、目（さかん）に替えて、国内の豪族・有力者らを国衙の体制に組み入れた。これが在庁官人である。
在庁官人は、前述した「富豪の輩」（田堵・負名層）から登用された者が多く、国衙領の経営・租税徴収を行うことで、国司の租税収取に貢献した。在庁官人の多くは土着国司・旧郡司層でもあった。土着国司やその子孫は中央では身分が比較的低い軍事貴族として摂関家などに仕え、また旧郡司層は健児として地方軍事力を支えてきた存在であり、ともに国司へ軍事力を提供する主体であった。このように、在庁官人は租税収取のノウハウを知り、軍事にも通じた存在だったのである。後に彼らの中で治安維持の武功によって勲功を得、特に承平天慶の乱で勲功を認められた者たちが中核になって武士身分が形成されていくことになるのである。
10世紀中期頃、国衙行政は在庁官人の手で運営されるようになり、受領の中には任国へ赴任せず、在庁官人へ行政を任せる者も多くなっていった。これを遙任という。遙任国司は、自分の家人などを代理人として現地へ派遣し、在庁官人の監督に当たらせた。この代理人を目代という。在庁官人らは、目代の監督の下、国衙で租税収取・軍事などの実務に当たった。

### 在庁官人の職務と別の側面
国司のいない国衙は、留守所と呼ばれ、租税収取を所管する部署（税所（ぜいしょ・さいしょ等）、田所（たどころ）、大帳所（だいちょうしょ）、出納所（すいとうどころ）など）や、軍事を所管する部署（健児所（こんでいどころ）、検非違使所（けびいしどころ）、厩所（うまやどころ）など）、所務・雑務を所管する部署（政所（まんどころ）・調所（ちょうしょ）、細工所（さいくどころ）、膳所（ぜんどころ）など）が置かれ、在庁官人はこれらの部署に所属して実務に従事していた。
在庁官人の任務は多岐にわたっていた。新たな荘園が認可されると、在庁官人は荘園側とともに境界確認を行い、境界を示す牓示を打った。当時、国衙領からの租税収取を確保するために、国内が古代的な郡・郷から中世的な郡・郷・保という単位に再編成されていたが、これを管轄する郡司・郷司・保司に任命されたのも、主に在庁官人であった。国内の荘園・公領の領主・田地面積・作物等を記録した租税台帳である大田文の作成にも携わった。また、国内で紛争が発生した場合、臨時の国単位の軍事司令官たる追捕使・押領使などに任命され、国内武士を統率して国内の治安維持に当たる武力として機能した。また、平時にも国司館に結番・参勤していた。
以上のように見ると、在庁官人は国司の従順なしもべであるようにも思えるが、実態は決してそうではなかった。在庁官人は元々、現地の有力者であり、中央の国司に対する地域の利益代表としての顔も持っていた。そのため、彼らは婚姻を通して複雑なネットワークを形成し、国司の施策が自らの意向にそぐわなければ、国司へ反抗することもしばしば見られた。特に東国では、有力者層の独自性が強く、在庁官人でありながら国司に逆らったり、武力紛争を起こしたりする者が多かった。また、在庁官人は、郡司・郷司・保司に任命されると、郡・郷・保の公領・公田を自らの所領として扱う傾向があった。中には、高級貴族・有力寺社（権門勢家）へ寄進する者さえいた。在庁官人には、在庁官人としての側面を持ちつつも、荘園の開発領主・荘官としての側面も併せ持つ者が少なくなかったのである。
こうして、平安中期以降（11世紀～12世紀）、在庁官人の多くは、在地領主として、そして武士として成長していくこととなる。その過程においては国衙と在庁官人層の出自母体たる田堵負名層の権益などを巡る経済的、軍事的緊張と、それによる武力紛争の多発が大きく関わっていた。在庁官人はあるときは田堵負名層の利益代表として反乱側に、またあるときは朝廷・国衙の権力を保証する戦士として田堵負名層を制圧する側に立ち、地域における実権を構築していったのである。その傾向は関東で特に強く、在地における国衙の目代や荘園の預所といった在庁官人を翻弄する権力の排除を志向する動きが鎌倉幕府の成立へとつながっていく。実際、鎌倉幕府の有力御家人の多くは在庁官人出身である。

#### 在庁官人の地位
在庁官人の間でも地位の差があったことが知られている。常陸の場合、鎌倉時代ではあるが掾官、中座、書生、一分の他国舎人・国雑色・国掌・国承仕・御子と呼ばれる身分差があったことが文書から窺える。掾官はその名の通り掾や目といった下級国司の子孫が土着したものと見られ、衛門府の尉官などの官位を得ていることが多く、国衙で指導的立場にいたと思われる。中座、書生、一分はそれに次ぐ地位にあり、他国舎人・国雑色・国掌・国承仕・御子らは実務官僚であったと考えられている。

### 鎌倉期以降の在庁官人
鎌倉期に入っても、在庁官人を中心とした国衙行政は継続していった。しかし、鎌倉幕府が各地に配置した地頭は、在庁官人の支配範囲へ侵出していく。また、東国では多くの在庁官人が将軍と主従関係を結び御家人身分を獲得し、地頭にも任じられた。鎌倉中期の元寇を契機として、幕府権力が西国へも浸透していき、在庁官人による国衙行政は次第に弱まっていった。
室町期になると、守護に強力な権限が付与され、国衙は守護の支配下に置かれることとなった。国衙の権力は守護権力へと一元化され、国衙行政は消滅への道をたどった。そうなると、在庁官人という地位も存立基盤を失うこととなり、在庁官人は国人と呼ばれる階層へ移行していった。
国人となった在庁官人は、その多くが守護の被官に組み込まれ、在庁官人の管理していた国衙領は守護の支配する守護領へ再編成されていき、守護領国制の確立へとつながっていった。一方で、守護支配下に入ることを嫌い、独自性を持った国人として存続を図った旧在庁官人もいた。また、南北朝期の混乱に乗じて、在庁官人から守護へ成長した者（例：大内氏）もいたのである。

#### 主な在庁官人
- 大内氏
- 少弐氏
- 阿比留氏
- 宗氏
- 禰寝氏